# Egils Levits
Egils Levits (Oblast de Pskov, 3 de março de 1944) é um político letão, presidente do seu país entre 8 de julho de 2019, sucedendo Raimonds Vējonis, e 8 de julho de 2023.
A 12 de abril de 2023, foi agraciado com o grau de Grande-Colar da Ordem do Infante D. Henrique, de Portugal.